# Мамини синови
Мамини синови је српска телевизијска серија која је била снимана 2017. где се емитовала у пар наврата по неколико епизода, док се на јесен 2019. поново емитовала на телевизији Прва у целости.

## Радња
Серијал од 42. епизоде прати заједнички живот мајке Росе, која је потпуно подетињила у старости, и њеног сина Милентија - Бебе, који одавно није дете. Својим немешањем, Росин старији син Миша, као по правилу, додатно компликује ситуацију. У овој игри, свако има свој циљ, али једно је јасно - победника нема. Роса не може без Бебе, Беба не може са Росом, а Миша, једноставно, нема времена.
У том зачараном кругу, кроз читав низ урнебесних ситуација и заплета пратимо како родитељско кормило стално мења капетана, али брод упорно плови у смеру који Беби најмање одговара. Оно што је сигурно јесте да није лако наћи жену кад живиш са мајком.
Једног дана Беба одлучује да смести Росу у старачки дом, што и чини. Међутим, због лоше хране Роса подиже револуцију у старачком дому, те је избацују и враћају Беби, баш у тренутку када је на корак да води љубав са својом некадашњом девојком.

## Улоге

### Главне
| Глумац            | Улога                    |
| ----------------- | ------------------------ |
| Светлана Бојковић | Розалија "Роса" Поповић  |
| Андрија Милошевић | Милентије "Беба" Поповић |
| Ненад Јездић      | Михајло "Миша" Поповић   |

### Епизодне
| Глумац              | Улога                        |
| ------------------- | ---------------------------- |
| Слобода Мићаловић   | Нина                         |
| Вања Милачић        | Јока                         |
| Вања Ненадић        | Милица                       |
| Милош Влалукин      | Продавац                     |
| Катарина Гојковић   | Социјална радница            |
| Љиљана Цинцар       | Пензионерка                  |
| Ђорђе Стојковић     | Тарзан                       |
| Власта Велисављевић | Доктор Поцковић              |
| Слободан Нинковић   | Моца                         |
| Јелена Ступљанин    | Сека                         |
| Иван Зекић          | Полицајац Попивода           |
| Мирјана Ђурђевић    | Полицајка                    |
| Маја Шаренац        | Главоњић Радмила             |
| Милена Предић       | Шалтерска службеница у банци |
| Неда Арнерић        | тетка Емилија                |
| Соња Дамјановић     | Вишња                        |
| Милош Ђорђевић      | комшија Маџаревић            |
| Никола Вујовић      | Џони                         |
| Миодраг Радовановић | стриц Арсеније               |
| Бранко Видаковић    | пацијент                     |
| Јелена Ракочевић    | Наталија                     |
| Миленко Павлов      | Росин "дечко"                |
| Иван Томић          | станодавац                   |
| Марко Марковић      |                              |

## Ликови
- Розалија Роса Поповић

Наизглед беспомоћна старица, удовица. Мама Роса има старијег сина Мишу, на којег је бескрајно поносна, и млађег, неснађеног сина Бебу, кога обожава... да мучи. И којег би да задржи поред себе, по сваку цену. Зато, када ствари почну да измичу контроли, Роса из рукава извлачи карту која увек добија. Карту „губљења разума“.
- Милентије Беба Поповић

Таксиста од четрдесет година који иза себе има два незавршена факултета и пропали брак. Живи са мајком, за коју је претерано везан и сви Бебини покушаји да среди свој живот завршавају се само као још један у низу неуспеха.
- Михајло Миша Поповић

Доктор пластичне хирургије, који важи за успешног човека за разлику од млађег брата Бебе. Самодовољан, изгледа да је пронашао прави рецепт да буде обожаван од стране свих жена у свом животу, било да је у питању мила мамица, супруга Јока или силне туђе жене.
- Јока

Јока је Мишина супруга која тешко подноси Мишина неверства, али не одустаје од своје визије идеалног живота који јој, по њеном мишљењу, припада. Утеху и мир покушава пронаћи уз помоћ јоге, здраве исхране и најразличитијих сеанси.
- Нина

Бебина бивша жена и љубав коју Беба никако не може да прежали. Ни Нина није равнодушна према Беби, али је између живота са Бебом и његовом мајком, изабрала да живи сама.

## Место
Локација снимања је Београд.

## Међународно приказивање
| Држава     | Телевизија    | Приказивање                            |
| ---------- | ------------- | -------------------------------------- |
| Србија     | Прва          | 29. септембар 2017 - 25. октобар 2019. |
| Црна Гора  | Прва          | 29. септембар 2017 - у току            |
| Македонија | Телевизија 24 | 8. мај 2018 - у току                   |